# Termos do tênis de mesa
Este anexo lista e explica terminologias comuns e jargões ligados ao tênis de mesa.

## Equipamentos

### Borracha sanduíche
Borracha sanduíche especifica um equipamento constituído por uma camada celular (esponja) coberta por uma camada de borracha simples, com pinos para dentro ou para fora, tendo esta última uma espessura máxima de 2 mm (incluindo a camada adesiva) ou 4 mm de espessura máxima para o conjunto esponja-borracha.

## Efeitos
- É a rotação (spin) que se aplica na bola utilizando a borracha superficial da raquete. Existem três tipos, além de suas combinações:[2](p. 37) [3](p. 15)

### Topspin
Efeito ofensivo que é executado quando o jogador bate na bola deslizando a raquete de baixo para cima.(p. 37)

### Backspin
Efeito que se impõe deslizando a raquete de cima para baixo.(p. 37)

### Sidespin
Efeito que se impõe deslizando a raquete da esquerda para direita no sentido horizontal .(p. 37)

### Reverse Sidespin
Efeito que se impõe deslizando a raquete da direita para a esquerda também em sentido horizontal.(p. 37)

## Técnicas

### Backhand
Golpe executado em frente ao corpo, tanto para caneteiros como para classistas, onde as costas da mão da raquete ficam de frente para o oponente.

### Kato (Chop)
Movimento que utiliza o backspin perto da mesa(p. 52 e 53).

### Shoto
Termo utilizado para  designar o bloqueio de backhand do jogador de empunhadura caneta.

### Deixadinha
Golpe repentino, no qual a bola é colocada precisamente perto da rede.
Também conhecido como stop e "drop shot".

### Drive
Qualquer golpe que se utiliza de efeito topspin. Existem basicamente dois tipos: o drive de velocidade (speed drive) e o drive de efeito (loop drive)(p. 46 a 48)

### Flick
Golpe que requer um uso particular do pulso, pois é um ataque próximo à mesa quando a bola se encontra próxima da rede.
Também conhecido como harau ou "chiquita".

### Forehand
Golpe executado ao lado ou na frente do corpo com a palma da mão da raquete de frente para o oponente.

### Smash
Golpe ofensivo de finalização realizado geralmente contra as bolas levantadas pelo adversário.
Overdrive
Golpe que consiste em devolver um drive adversario com outro drive. Uma jogada ariscada e dificil, porem, muito eficaz se funcionar.